# State of Shock
State Of Shock is een duet van the Jacksons en Mick Jagger, de leadzanger van de Britse rockgroep The Rolling Stones. Het nummer is de eerste single van het vijftiende studioalbum Victory uit 1984. Op 5 juni dat jaar werd het nummer eerst in de VS en Canada op single uitgebracht. Op 18 juni volgde het Verenigd Koninkrijk en Ierland en op 21 juni Australië, Nieuw-Zeeland, Japan, Mexico en Peru.
'State of Shock' is geschreven door Michael Jackson en Randy Hansen. Oorspronkelijk is het nummer opgenomen met Freddie Mercury, de leadzanger van de Britse rockgroep Queen. De demo van dit duet lekte uit op internet in 2002.
"I was going to be on 'Thriller'", zei Mercury voor zijn dood op 24 november 1991. "We had three songs in the can but, unfortunately, they were never finished".

## Achtergrond
De plaat werd in een aantal landen een hit. In de VS werd de 3e positie bereikt in de Billboard Hot 100. In Canada werd de 8e positie bereikt, Australië de 10e, Nieuw-Zeeland de 16e, Peru de 3e, Noorwegen de 2e, Zweden de 12e, Zwitserland de 11e, Italië de 4e en in Jaggers' thuisland het Verenigd Koninkrijk de 14e positie in de UK Singles Chart.
In Nederland was de plaat op donderdag 14 juni 1984 TROS Paradeplaat op de befaamde TROS donderdag op Hilversum 3 en werd mede hierdoor een grote hit in de destijds drie landelijke hitlijsten op de nationale publieke popzender. De plaat bereikte de 8e positie in zowel de TROS Top 50 als de Nederlandse Top 40. In de Nationale Hitparade werd de 3e positie bereikt. In de Europese hitlijst op Hilversum 3, de TROS Europarade werd de 7e positie behaald. 
In België bereikte de plaat de 7e positie in de voorloper van de Vlaamse Ultratop 50 en de 8e positie in de Vlaamse Radio 2 Top 30. In Wallonië werd géén notering behaald.

## Officiële versies
- Albumversie (4:29)
- Singleversie 7" (4:05)
- Dance Mix (12" (5:39)
- Instrumentaal (4:35)
- Demo (4:42)

## Trackinglijst
7" vinylsingle (VK, VS, EU)
A. State of Shock (Single Versie) 

B. Your Ways
12" vinyl naxisingle (VK, VS, EU)
A. State of Shock (Dance Mix) 

B. State of Shock (Instrumentaal)
7" vinyl promosingle (VS)
A. State of Shock (single Versie) 

B. State of Shock (single versie)
7" vinyl promosingle (VK & JP)
A. State of Shock (single Versie) 

B. Your Ways